# Jan Hastík
Jan Hastík (* 1943) je bývalý český fotbalový útočník a trenér.

## Hráčská kariéra
V československé nejvyšší soutěži hrál za Jiskru Otrokovice při její jediné účasti v ročníku 1964/65 (01.11.1964–14.06.1965), aniž by skóroval. Po sezoně 1967/68 přestoupil do NHKG Ostrava, kde hrál II. ligu v ročníku 1968/69.

### Prvoligová bilance
| Ročník             | Zápasy | Góly | Minuty | Klub                 |
| ------------------ | ------ | ---- | ------ | -------------------- |
| I. liga 1964/65    | 14     | 0    | 1 093  | TJ Jiskra Otrokovice |
| CELKEM I. ČS. LIGA | 14     | 0    | 1 093  |                      |

## Trenérská kariéra
Po skončení hráčské kariéry se stal trenérem. Vedl mj. TJ Spartak Hulín v Jihomoravském krajském přeboru (1984/85), v divizi (sk. D) (1989–1991) a také v historicky prvním ročníku Moravskoslezské fotbalové ligy (1991/92).